# NGC 856
NGC 856 في الفهرس العام الجديد، هي مجرة، تقع في كوكبة قيطس. اكتشفت في 3 أكتوبر 1886 بواسطة لويس سويفت.

## روابط خارجية
- NGC 856 على موقع ويكي سكاي: DSS2, SDSS, GALEX, IRAS, Hydrogen α, X-Ray, Astrophoto, Sky Map, Articles and images